# Katar w Konkursie Piosenki Eurowizji
Qatar Radio jest obecnie członkiem stowarzyszonym EBU. 12 maja 2009, nadawca  ogłosił, że jest zainteresowany byciem aktywnym członkiem EBU, co pozwoliłoby Katarowi zadebiutować w Konkursie.
Katar pierwszy raz zaangażował się w konkurs w 2009 roku, kiedy nadawca wysłał swoją delegację na festiwal i transmitował cotygodniowy program radiowy „12pointsqatar”, który poświęcony był Konkursowi Piosenki Eurowizji.